# غلام علي حداد عادل
غلام علي حداد عادل (مواليد 4 مايو 1945) هو كاتب وسياسي إيراني، يحمل شهاده الدكتوراة في الفلسفة من جامعة طهران. كان عضوًا نشطًا في البرلمان الإيراني في دورته السادسة، وفي الدورة السابعة انتخب رئيسا للبرلمان وهو كان أول رئيس للبرلمان من غير المعممين منذ الثورة الإسلامية الإيرانية عام 1979. وفي الانتخابات التشريعية عام 2012 حصل علي أعلى نسبة الأصوات في العاصمة طهران.
ترشح في الانتخابات الرئاسية 2013 لكنه انسحب قبل أربعة أيام من الانتخابات. ثم أصبح عضواً في مجمع تشخيص مصلحة النظام.
ينتمي الدكتور حداد عادل إلي الجبهة المتحدة للأصوليين وهو مقرب من المرشد الأعلي علي خامنئي فكريًا وعائلياً (بنته زوجة مجتبى خامنئي ابن علي خامنئي قائد الثورة الإسلامية).

## النشأة
ولد حداد عادل عام 1945 في مدينة طهران، في عائلة متدينة ميسورة الحال.
أكمل دراسته الثانوية في مدرسة علوي بطهران عام 1963 ثم التحق بكلية العلوم جامعة طهران، وحصل على بكالوريوس الفيزياء عام 1967، ثم حصل علي درجة الماجيستر في الفيزياء من جامعة شيراز عام 1969.
لكن انضمامه إلي الطلاب الثوريين، وبروز نشاطه الثوري، أدي إلي طرده من الجامعة من قبل جهاز السافاك، فعاد إلى طهران، والتحق بجامعة طهران مرة أخرى وغيّر تخصصه من الفيزياء إلى العلوم الإنسانية، وحصل على درجة الليسانس في العلوم الاجتماعية من كلية الآداب جامعة طهران عام 1972.
ثم أكمل دراساته العليا وحصل على درجة الدكتوراه في الفلسفة عام 1975، على يد كبار أساتذة الفلسفة كالدكتور حسين نصر. وأيضا درس حداد عادل الفلسفة عند علماء الدين، ومن أبرزهم آية الله مرتضى المطهري.
ثم اشتغل بالتدريس في مركز التعليم العام التابع لجامعة شريف التكنولوجية، ومن بعدها انتقل للتدريس في قسم الفلسفة بكلية الآداب جامعة طهران.

## التوجه السياسي
ينتمي الدكتور حداد عادل إلى الجبهة المتحدة للأصوليين، وهم المحافظون المقربون من مؤسسة المرشد الأعلى علي خامنئي، وهو مقرب من المرشد فكريًا وعائليًا، فابنته متزوجة من مجتبى خامنئي، نجل علي خامنئي.

## حياته السياسية
بعد انتصار الثورة الإسلامية الإيرانية أصبح حداد عادل عضوا في حزب الجمهورية الإسلامية وشغل العديد من المناصب الحكومية، منها نائب وزير الثقافة والإرشاد الإسلامي (1979)، ونائب وزير التعليم (1982-1993). وفي عام 1995 ترأس أكاديمية ونقابة اللغة والأدب الفارسي. ثم أصبح المدير التنفيذي لمؤسسة الموسوعة الإسلامية. وقد ساهم في تقدم رتبة إيران في أولمبيادات العلوم العالمية.
ارتفع نجمه السياسي مع نجاحه في الوصول إلى عضوية مجلس البرلمان الإيراني عام 2000م. ثم انتخب رئيساً للمجلس مع 226 صوتا من 259 صوت، ليكون بذلك أول من يتولى رئاسة مجلس الشورى الإسلامي من غير المعممين.
وفي عام 2008،أصبح مستشارا لمرشد الثورة علي خامنئي. وفي الانتخابات التشريعية عام 2012، حصل على أعلى الأصوات عن دائرة طهران ونافس علي لاريجاني على رئاسة البرلمان، ولكنه لم يوفق. ثم أصبح عضواً في المجلس الأعلى للثورة الثقافية وفي مجمع تشخيص مصلحة النظام في إيران.

### ترشحه للرئاسة
ترشح غلام علي حداد عادل للانتخابات الرئاسية عام 2013، وشكّل مع مستشار المرشد للشؤون الدولية علي أكبر ولايتي ورئيس بلدية طهران محمد باقر قاليباف ائتلافا يدعي بالاتئلاف الثلاثي المحافظ. واتفق هؤلاء الثلاثة على عدم التنافس فيما بينهم بل أكدوا على التنسيق والتعاون على أساس القانون والقبول لدى المنتخبين. ويدخل مرشح واحد منهم في سباق انتخابات إيران الرئاسية.
ولكنه انسحب من الترشيح في 10 حزيران، قبل أربعة أيام من الانتخابات وقال في بيان نقلته وكالة مهر للأنباء شبه الرسمية :
«بانسحابي اطلب من المواطنين الالتزام بمعايير الزعيم الأعلى للثورة عندما يدلون بأصواتهم للمرشحين. »
وهو لم يؤيد مرشحا بعينه ولكنه دعا إلى فوز للمحافظين وقال:
«أنصح الناس باتخاذ القرار الصحيح لكي يفوز محافظ من الجولة الأولى او اذا امتدت الانتخابات إلى جولة ثانية تكون المنافسة بين اثنين من المحافظين.»

## نتائج ترشحه في الانتخابات
| عام  | انتخابات | عدد الأصوات | نسبة مئوية | المرتبة | النتائج                   |
| ---- | -------- | ----------- | ---------- | ------- | ------------------------- |
| 2000 | البرلمان | 556,054     | 25.20      | 29      | فاز بعد إعادة فرز الأصوات |
| 2004 | البرلمان | 888,276     | 50.45      | 1       | فاز                       |
| 2008 | البرلمان | ▼ 844,230   | ▼ 44.21    | 1       | فاز                       |
| 2012 | البرلمان | 1,119,474   | 47.94      | 1       | فاز                       |
| 2013 | الرئاسة  | –           | –          | –       | إنسحب                     |
| 2016 | البرلمان | ▼ 1,057,639 | ▼ 32.57    | 31      | لم يفز                    |

## المؤلفات
له بعض المؤلفات، منها 17 كتاباً دراسياً و5 كتب علمية وتحليلية في الدين، الفلسفة والعلوم الاجتماعية وما يزيد عن 190 مقالاً.
من أهمها:
- ثقافة العري أو عري الثقافة، دار سروش للنشر، طهران (1981). تُرجم إلي العربية والتركية والأردية.
- الحج: صلاة الكبرى، دار صنعاء، طهران، 2000.
- دائرة معارف العالم الإسلامي، مؤسسة دائرة المعارف الإسلاميّة، 1996-2001
- الكتب الدراسية في علم الاجتماع، علوم اجتماعية، والدراسات المدنية والقرآن، لطلاب المدارس.

## الوصلات الخارجية
- قراءة كتاب ثقافة العُري أو عُري الثقافة

| المناصب السياسية | المناصب السياسية                       | المناصب السياسية  |
| ---------------- | -------------------------------------- | ----------------- |
| سبقه مهدي كروبي  | رئيس البرلمان الإيراني 2004 م - 2008 م | تبعه علي لاريجاني |